# Limpopo Classic
De Limpopo Classic was een golftoernooi in Zuid-Afrika, dat deel uitmaakte van de Sunshine Tour. Het toernooi werd opgericht in 1998 als de Pietersburg Classic, dat later, in 2002, vernoemd werd tot Limpopo Classic. 
Het toernooi vond telkens plaats in de provincie Limpopo. Het laatste editie vond plaats in 2006.

## Winnaars
| Jaar                             | Baan                  | Locatie             | Winnaar             | Score               |
| Pietersburg Classic              | Pietersburg Classic   | Pietersburg Classic | Pietersburg Classic | Pietersburg Classic |
| -------------------------------- | --------------------- | ------------------- | ------------------- | ------------------- |
| 1998                             | Pietersburg Golf Club | Pietersburg         | Desvonde Botes      | 202 (–14)           |
| 1999                             | Pietersburg Golf Club | Pietersburg         | Hennie Otto         | 199 (–17)           |
| 2000                             | Pietersburg Golf Club | Pietersburg         | Marc Cayeux         | 202 (–14)           |
| Pietersburg Industrielek Classic |                       |                     |                     |                     |
| 2001                             | Pietersburg Golf Club | Pietersburg         | Ryan Reid           | 204 (–12)           |
| Limpopo Industrielek Classic     |                       |                     |                     |                     |
| 2002                             | Pietersburg Golf Club | Pietersburg         | Hennie Otto         | 202 (–14)           |
| 2003                             | Pietersburg Golf Club | Pietersburg         | Marc Cayeux         | 197 (–19)           |
| Limpopo Eskom Classic            |                       |                     |                     |                     |
| 2004                             | Polokwane Golf Club   | Polokwane           | Bradford Vaughan    | 199 (–17)           |
| Limpopo Classic                  |                       |                     |                     |                     |
| 2005                             | Polokwane Golf Club   | Polokwane           | Bradford Vaughan    | 265 (–19)           |
| 2006                             | Polokwane Golf Club   | Polokwane           | Bradford Vaughan    | 266 (–18)po         |

### Play-offs
- In 2006 won Bradford Vaughan de play-off van Warren Abery

## Trivia
- In 2003 werd de officiële naam van de gemeente gewijzigd van Pietersburg in Polokwane, maar voor de stad zelf is zo'n besluit niet genomen.

Amatola Sun Classic · Atlantic Beach Classic · Bell's Player Championship · Bloemfontein Classic · Botswana Open · Bushveld Classic · Canon Classic · Coca-Cola Charity Championship · Cock of the North · Devonvale Classic · Emfuleni Classic · Eskom Power Cup · General Motors Open · Goldfields Powerade Classic · Goodyear Classic · Graceland Challenge · Highveld Classic · ICL International · Iscor Newcastle Classic · Kalahari Classic · Limpopo Classic · Lombard Tyres Classic · Mafunyane Trophy · Mercedes Benz Golf Challenge · Mount Edgecombe Trophy · Namibië Open · Namibia PGA Championship · Nashua Wild Coast Sun Challenge · Natal Open · Nelson Mandela Invitational · Northern Cape Classic · Observatory Classic · Palabora Classic · Parmalat Classic · Radio Algoa Challenge · Randfontein Classic · Rhodesian Masters · Riviera Resort Classic · Royal Swazi Sun Classic · Seekers Travel Pro-Am · South African Masters · South African Match Play Championship · South African Pro-Am Invitational · Spoornet Classic · Sun Coast Classic · Transvaal Open · Vodacom Golf Championship · Vodacom Open · Vodacom Players Championship · Vodacom Series · Vodacom Trophy · Western Cape Classic · Western Province Open